# Mikael Antonsson
Mikael Antonsson - nascido em Karlskrona , em 31 de maio de 1981 - é um ex-futebolista sueco que jogava como zagueiro.